# Kaszkadőr

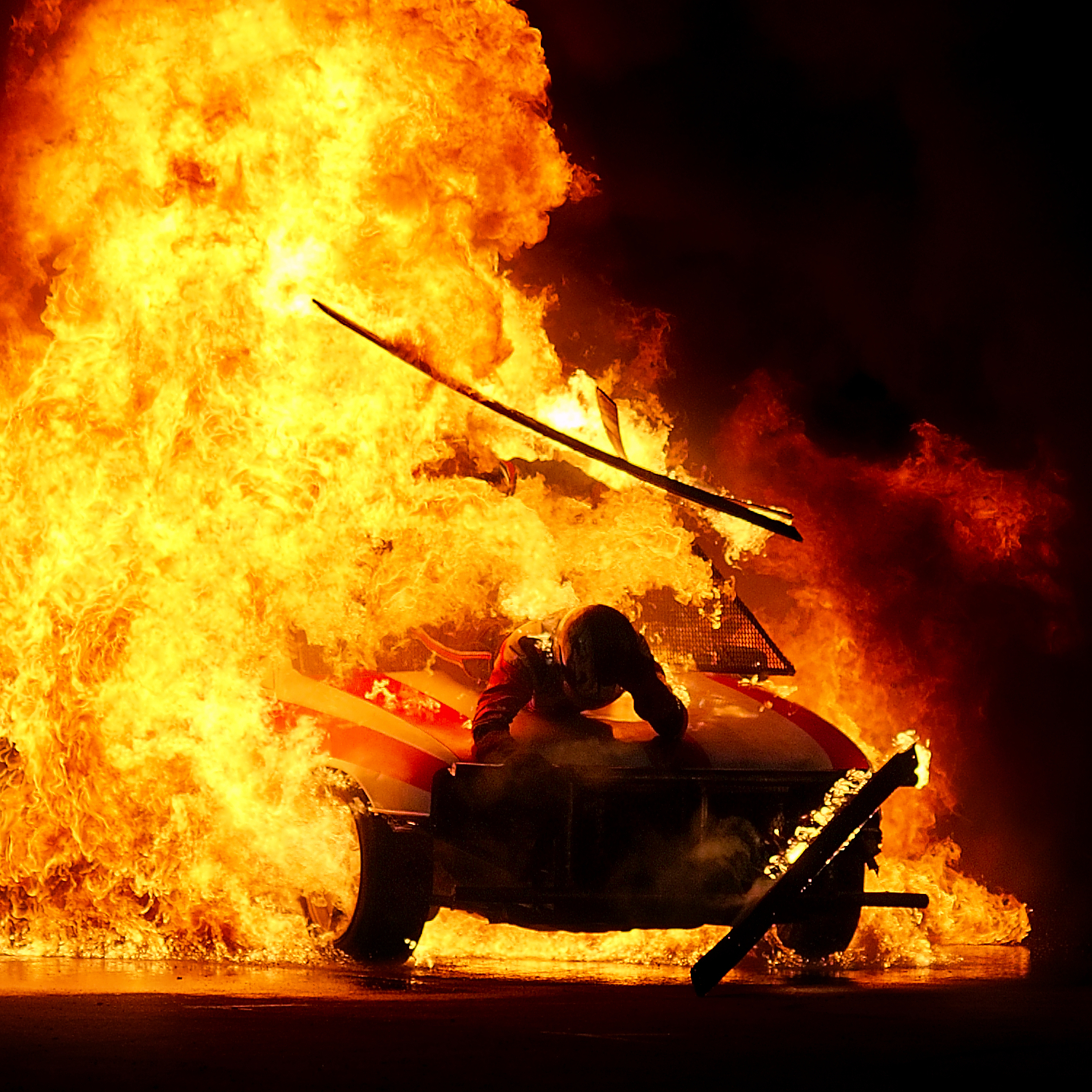
Robbantásos kaszkadőrmutatvány egy kaszkadőrshow-n
(a kocsi motorházán egy kaszkadőr fekszik, akinek ruhája lángokban áll)

A kaszkadőr a veszélyes mutatványokat előadó hivatásos szakember megnevezése. A kaszkadőrök egy része úgynevezett kaszkadőrshow-kon lép fel, melyek során közönség előtt mutatnak be veszélyes jeleneteket. Ez lehet például robbantás, tűz, fegyveres küzdelem, autós és motoros mutatvány stb. A kaszkadőrök más része televíziós és filmes produkciókban dolgozik, ahol legtöbbször a színészek testi épségének megóvása érdekében alkalmazzák őket testdublőrként, illetve azért, mert a színész (kellő gyakorlottság hiányában) nem lenne képes a jelenetet megcsinálni. A kaszkadőrmutatványok egy része nem olyan veszélyes, mint amilyennek tűnik, mivel a szakemberek a megfelelő biztonsági óvintézkedéseket is megteszik, más mutatványok azonban valóban életveszélyesek lehetnek. Egyes filmeken kaszkadőrcsapatok dolgoznak, amelyeket kaszkadőrkoordinátor irányít. Jackie Chan például saját kaszkadőrcsapatával, a Jackie Chan Stunt Teammel dolgozik minden filmjén.
Vannak színészek, akik maguk szeretik végezni a kaszkadőrmutatványokat, ilyen például Jackie Chan, Tony Jaa, Jean-Paul Belmondo. (Ilyen volt Buster Keaton komikus, bár az ő idején még nem léteztek kaszkadőrök).
A legismertebb magyar kaszkadőrök Balog D. Menyhért és Piroch Gábor, akik olyan hollywoodi produkciókban is szerepeltek, mint a Titanic vagy a Terminátor 3. – A gépek lázadása.
A legjobb filmes kaszkadőrmutatványokat, kaszkadőröket és kaszkadőrnőket minden évben a Taurus World Stunt Awards díjkiosztó gálán ismerik el.

## Külső hivatkozások
- kaszkadőr.lap.hu